# Ка Галети (Тревизо)
Ка Галети је насеље у Италији у округу Тревизо, региону Венето.
Према процени из 2011. у насељу је живело 15 становника. Насеље се налази на надморској висини од 4 м.